# Touchstone Pictures
Touchstone Pictures, američka filmska kompanija osnovana 1984. godine.

## Izabrana filmografija
- Splash, (1984.)
- Boja novca, (1986.)
- Tri muškarca i beba, (1987.)
- Tko je smjestio Zecu Rogeru, (1988.)
- Cocktail, (1988.)
- Tri bjegunca, (1989.)
- Turner i Hooch, (1989.)
- Društvo mrtvih pjesnika, (1989.)
- Blaze, (1989.)
- Lijepa žena, (1990.)
- Dick Tracy, (1990.)
- Oscar, (1991.)
- The Rocketeer, (1991.)
- Nevjestin otac, (1991.)
- Renesansni čovjek, (1994.)
- Umri muški 3, (1995.)
- Nevjestin otac 2, (1995.)
- Svjetlo dana, (1996.)
- Con Air, (1997.)
- Air Force One, (1997.)
- Armaggeddon, (1998.)
- Trinaesti ratnik, (1999.)
- Šangajsko popodne, (2000.)
- Nestali za 60 sekundi, (2000.)
- Pearl Harbor, (2001.)